# Прима примавера
„Прима примавера“ е игрален филм, копродукция на Унгария, България, Великобритания и Нидерландия от 2009 г. на режисьора Янош Еделени, по сценарий на Пол Соламон, Ендре Хюлес, Янош Еделени и Мария Станкова. Оператор е Тибор Мате. Музиката във филма е композирана от Патрик Хайуес.

## Сюжет
Майката на Габор е убита при несполучлив банков обир. Той и проститутката Йоли са единствените, които виждат убиеца. Това е причината и двамата да бягат. Прекосяват границата със съседна страна, за да отидат при бабата на Габор. Но тя, отдавна починала, е жива само в съзнанието на Габор и неговите причудливи рисунки. Нелепият случай събира двама бегълци, които живеейки между реалност и въображение, успяват не само да оцелеят, но и да намерят себе си.

## Състав

### Актьорски състав
| Роля                           | Изпълнител            |
| ------------------------------ | --------------------- |
| Габор Кертес                   | Андор Лукач           |
| Йолан Колмар „Йоли“            | Весела Казакова       |
| холандецът                     | Антони Камерлинг      |
| чичо Фери Глук                 | Джоко Росич           |
| Бриги                          | Еникьо Бьоршьок       |
| Добош                          | Красимир Доков        |
| полицейският началник Драгомир | Малин Кръстев         |
| жената на Добош                | Габриела Хаджикостова |
| пчеларката                     | Койна Русева          |
| шофьорът на камион             | Александър Дойнов     |
| д-р Ференци                    | Золтан Гера           |
| Аня                            | Ержи Мате             |
| Лили                           | Ева Шуберт            |
| чичо Геза                      | Золтан Безереди       |
| д-р Сегеди                     | Вера Пап              |

## Награди
- „Наградата за най-добър актьор“ на Андор Лукач от Унгарската седмица на националното кино в Будапеща, Унгария, 2009.
- „Наградата за най-добра актриса“ на Весела Казакова на Международния филмов фестивал „Любовта е лудост“ във Варна, 2009.
- „Специалната награда на журито“ от Международния филмов фестивал „Любовта е лудост“ във Варна, 2009.
- „Наградата за най-добър актьор“ на Андор Лукач от Унгарската асоциация на филмовите критици (Унгария, 2010).